# Aeronautica nella guerra italo-turca
Nel corso della guerra italo-turca avvenne il primo utilizzo bellico dell'aereo. La guerra di Libia infatti ebbe luogo pochi anni dopo l'invenzione dell'aeroplano.

## Utilizzo degli aeroplani

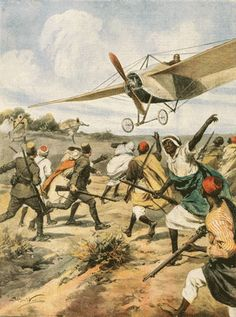
Aereo italiano durante un attacco in Libia

L'Italia, che aveva costituito la Sezione Aviazione del Regio Esercito solo nel luglio 1910, inizialmente trasferì in Libia 9 aeroplani: 2 Blériot XI, 3 Nieuport, 2 Farman e 2 Etrich Taube. Gli aerei di costruzione francese erano equipaggiati con un motore rotativo Gnome da 50 CV raffreddato ad aria, mentre i Taube montavano il motore Austro-Daimler da 75 CV raffreddato ad acqua, soluzione che provocò diversi cali di potenza, dato che il sistema di raffreddamento era stato dimensionato per i climi centro-europei e non per il clima africano. Questi nove aerei avevano 11 piloti, 5 con brevetto superiore e 6 con brevetto semplice, inquadrati nella 1ª Flottiglia Aeroplani, al comando del capitano Carlo Maria Piazza (8º Reggimento artiglieria da campagna). Il reparto si imbarcò a Napoli il 12 ottobre e solo dopo molte difficoltà poté stabilire un campo di fortuna a sud ovest di Tripoli, in una località chiamata Cimitero degli Ebrei. Il primo volo bellico fu effettuato da Piazza il 23 ottobre 1911, con il suo Blériot (codice di identificazione 1). La 2ª Flottiglia Aeroplani, al comando del Cap. Alfredo Cuzzo Crea, fu stabilita a Bengasi il mese successivo con 3 velivoli (un Blériot, un Farman ed un Asteria) e 5 piloti. Altri due reparti su quattro aerei ciascuno e con piloti civili volontari, organizzati su iniziativa dell'On. Carlo Montù, Capitano d'artiglieria della riserva e presidente dell'Aero-Club d'Italia, e della rivista "La Stampa Sportiva" di Torino, operarono da Derna  e da Tobruk, inquadrati nella "Flottiglia Aviatori Volontari Civili" comandata dallo stesso On.Montù. Fortunatamente i velivoli di questa unità, pur essendo di tipo diverso, utilizzavano tutti il motore Gnôme, riducendo quindi i problemi logistici per l'approvvigionamento di parti di ricambio. Il 15 gennaio 1912 giungevano a Tripoli due altri velivoli Farman con i relativi piloti  e dal 12 febbraio i velivoli italiani iniziarono ad operare anche dal campo di Homs, e successivamente anche da quello di Zuara. Ulteriori piloti giunsero in Libia nel corso della tarda primavera ed estate , permettendo di rimpatriare alcuni colleghi logorati dal lungo impiego e dalle malattie.
Gli aerei, inizialmente utilizzati per ricognizione, ben presto furono impiegati anche per il bombardamento delle colonne nemiche (Giulio Gavotti, il 1º novembre), usando bombe a mano tipo Cipelli da 2 kg. Il 28 ottobre per la prima volta un aereo diresse il tiro di artiglieria del Sardegna sull'oasi di Zanzur. Nel corso della guerra ci fu anche il primo pilota militare morto in azione, il sottotenente Manzini, che il 25 agosto precipitò in mare davanti a Tripoli con il suo aereo.
Nel corso della guerra la specialità da bombardamento ebbe un'evoluzione continua, prima sostituendo le bombe Cipelli con le più potenti Haasen (sequestrate come preda bellica da una nave che le contrabbandava alle forze turche) dopo che erano state munite di un sistema ad elichetta per liberare la sicura della bomba solo dopo il lancio dall'aereo. Un grande passo avanti nel bombardamento aereo si ebbe l'11 febbraio, quando ad un Blériot XI fu applicato sulla fiancata un tubo attraverso cui far cadere le bombe Bontempelli, studiate appositamente per l'impiego aeronautico. Ben presto, da Alessandro Cagno, venne realizzato "sul campo" un rudimentale dispositivo di mira, formato da una tabella graduata che dava un'inclinazione precisa alla cassetta o al tubo lanciabombe.
L'osservazione aerea ebbe il suo primo notevole successo quando diresse il tiro di controbatteria italiano su una batteria di cannoni Krupp da 87 mm che teneva sotto tiro Tripoli, le maggiori difficoltà risiedevano nel comunicare in tempo utile ai comandi a terra i risultati della ricognizione. Solo in dicembre tuttavia fu possibile effettuare missioni di ricognizione fotografica, utilizzando una macchina "Bebè" Zeiss fornita dalla Sezione Fotografica del Genio. Il 15 gennaio, operando sull'altopiano dietro a Derna, un aereo pilotato da Cagno (pilota civile) diresse il tiro dell'incrociatore Garibaldi sulle truppe turche. Dal 12 al 20 febbraio un Farman operò da Homs per effettuare ricognizioni nell'entroterra e dal 12 aprile un Nieuport operò da Farwa contro il traffico carovaniero proveniente dalla Tunisia, dirigendo anche il tiro delle batterie italiane in occasione di un attacco turco il 23 aprile.
In occasione di una ricognizione a Emme-Dauer presso Tobruk, il 31 gennaio 1912 fu ferito con un colpo di Mauser, l'onorevole Capitano Carlo Montù, che prestava servizio volontario con la Flottiglia Aviatori Italiani, come osservatore su un Farman: primo caso di membro dell'equipaggio di un aereo ferito dal fuoco da terra. Il bilancio finale delle operazioni aeree nel corso della guerra fu di 712 voli con il lancio di alcune centinaia di bombe.
Anche l'Impero ottomano disponeva di un'aviazione (Osmanlı tayyare bölükleri), ma questa si trovava ancora in uno stato embrionale e nessun aeroplano turco operò in Libia durante la campagna. La forza aerea ottomana si sarebbe rafforzata allo scoppio della Prima guerra mondiale grazie a velivoli moderni provenienti dalla Germania e dall'Austria-Ungheria.

## Utilizzo dei dirigibili

Pallone-Drago per l'esplorazione

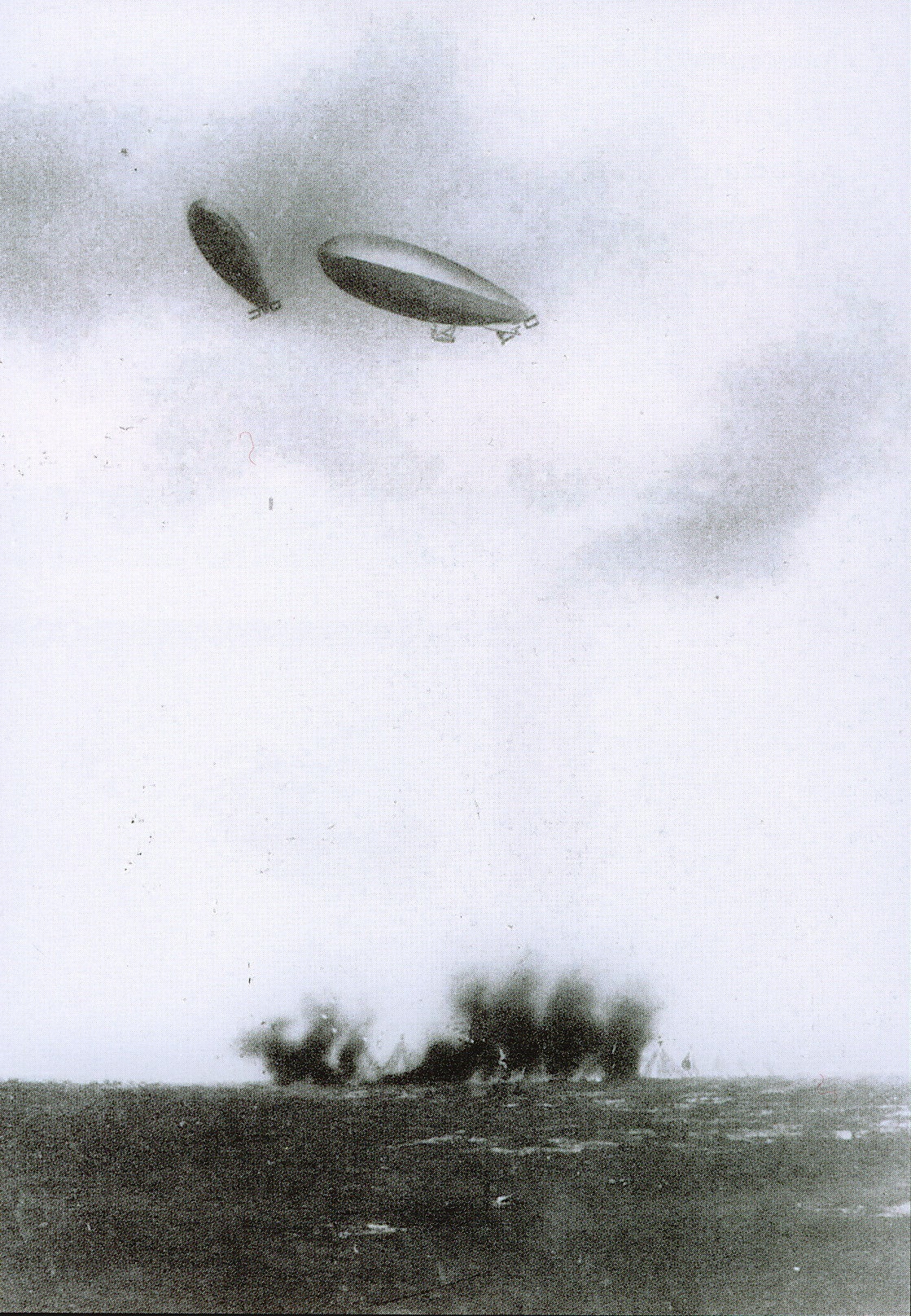
Dirigibili italiani colpiscono le postazioni turche in Libia

Meno nota della flottiglia di aeroplani fu la Sezione Aerostatica su palloni frenati (drachen), al comando del capitano Giovan Battista Pastine e, a partire dal marzo 1912, anche di dirigibili.
La disponibilità di dirigibili per le forze armate italiane all'inizio della guerra era quattro di modello piccolo (P), 2 di modello medio (M) ed uno floscio tipo Parseval 17; la gestione dei dirigibili avveniva attraverso reparti misti della Marina e dell'Esercito. I dirigibili tipo P (gli unici usati nel corso della guerra) avevano un volume da 4200 a 4700 m3, monomotori con navicella in legno per permettere la discesa in acqua. La mobilitazione avvenne subito dopo lo scoppio della guerra con un battaglione specialisti con un cantiere dirigibili, installato presso Brindisi per effettuare ricognizioni sul canale d'Otranto e sulle coste albanesi (controllate dalla Turchia). Data l'opposizione dell'Austria-Ungheria, che aveva una base militare a Cattaro, il cantiere nel corso dell'inverno venne trasferito a Tripoli.
Il giorno 16 dicembre un uragano travolse gli hangar in allestimento, danneggiando anche i dirigibili già presenti (P.2 e P.3), quindi, dovendo riapprovvigionare un hangar capace di contenere i due dirigibili e le parti di ricambio per gli stessi, questi furono pronti solo a marzo. La prima missione fu effettuata in coppia il 5 marzo su Gargaresc e Zanzur, con ricognizione e lancio di bombe da parte del P.3. I dirigibili si dimostrarono buoni incassatori quando colpiti dal fuoco di fucileria, ma non furono mai colpiti dal tiro di artiglieria, che pure fu tentato in diverse occasioni. Data la minore velocità dei dirigibili nei confronti degli aeroplani furono effettuate anche missioni di fotoricognizione (cioè furono prese fotografie aeree delle posizioni nemiche). In occasione dello sbarco a Bu Kemez furono anche tentate operazioni di rifornimento in mare per permettere ai dirigibili di operare a quella distanza da Tripoli, le operazioni furono effettuate, ma con grave rischio per le aeronavi a causa delle cattive condizioni meteo. In totale i due dirigibili effettuarono 127 missioni con una percorrenza di circa 10.000 km in territorio ostile.
Il P.1 operò con base a Bengasi a partire dal 29 maggio, effettuando un totale di 9 missioni, fra cui una di bombardamento notturno.
Il bilancio finale dell'impiego dei dirigibili fu di 136 ascensioni con il lancio di 360 bombe di vario tipo.